# Berkenbrück
Berkenbrück település Németországban, azon belül Brandenburgban. Lakosainak száma 1109 fő (2023. december 31.).

## Népesség
A település népessége az elmúlt években az alábbi módon változott:
| Lakosok száma | 985  | 1005 | 1015 | 1051 | 1093 | 1109 |
|               | 2014 | 2017 | 2019 | 2021 | 2022 | 2023 |